# Petrus Kastenman

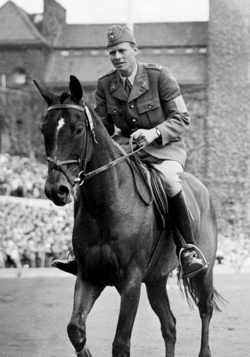
Petrus Kastenman 1956

Lars Petrus Ragnar Kastenman (* 15. August 1924 in Bälinge, Södermanland; † 10. Juni 2013 in Stenstorp) war ein schwedischer Vielseitigkeitsreiter.
Petrus Kastenman war bei der schwedischen Kavallerie, zuerst in Stockholm, später in Skövde. 1956 war er Sergeant; als er die Streitkräfte verließ, hatte er den Rang eines Hauptmanns.
Die Olympischen Spiele 1956 fanden in Melbourne statt. Wegen der australischen Quarantänebestimmungen gab es Probleme mit der Einreise der Pferde für die Reitwettbewerbe, 1954 wurden deshalb die Olympischen Reiterspiele an Stockholm vergeben, wo sie vom 10. Juni 1956 bis zum 17. Juni 1956 ausgetragen wurden. Die schwedischen Reiter gewannen vor eigenem Publikum drei Goldmedaillen. Neben Einzel- und Mannschaftsgold in der Dressur siegte Petrus Kastnman mit dem achtjährigen Wallach Iluster in der Vielseitigkeitsprüfung mit 18 Punkten Vorsprung auf den Deutschen August Lütke-Westhues. In der Mannschaftswertung konnte sich die schwedische Equipe nicht platzieren, da mit Kastenman und Hans von Blixen-Finecke junior nur zwei Reiter das Ziel erreichten. 1957 gewann Kastenman mit der schwedischen Mannschaft Bronze bei den Europameisterschaften hinter den Briten und den Deutschen. Weitere Erfolge gelangen Kastenman in seiner sportlichen Laufbahn nicht.
Nach seiner Militärzeit war Kastenman in den 1970er und 1980er Jahren als Nachwuchstrainer tätig. Er war mitverantwortlich für die Errichtung eines Vielseitigkeits-Parcours in Borgunda bei Skövde.